# NGC 1227
NGC 1227 je galaksija u zviježđu Perzej.

## Vanjske poveznice
- SEDS: NGC 1227